# Brødrene Montgolfier
Brødrene Montgolfier, Joseph-Michel Montgolfier (26. august 1740–26. juni 1810) og Jacques-Étienne Montgolfier (6. januar 1745–2. august 1799), var opfinderne af varmluftsballontypen montgolfièr(e).
Brødrene var sønner af en papirfabrikant i Annonay, syd for Lyon, Frankrig. Mens de legede med lette papirposer, opdagede de, at når de kom henover en åben varme, steg de op mod taget. Dette førte til eksperimenter med større sække lavet af andet materiale. I løbet af 1782 prøvde de indendørs med sække af silke og lærred.
Den 14. december 1782 lykkedes det udendørs, med en ballon som steg til 250 meter.
Den 4. juni 1783 demonstrerede de for publikum en opstigning med en ballon af silke, hvor luften blev opvarmet over et bål med en ballon fæstet til en line. Ballonen gennemførte en flyvning på ca. 2 km, i en højde af 1600-2000 meter.
Under de efterfølgende forsøg blev der opsendt dyr: et får, en gås og en hane. Dette blev udført i Versailles i overværelse af kong Ludvig XVI. Dette blev gjort for at få kongens tilladelse til videre forsøg med mennesker om bord. Et sådan forsøg, med en fastbundet ballon, blev gennemført den 15. oktober og ballonen steg her til en højde på 26 meter, hvilket svarede til længden på rebet.
Den første frie flyvning med mennesker om bord blev foretaget den 21. november 1783. I følge kilder hed de to første mennesker som har fløjet Pilâtre de Rozier og Marquis d'Arlandes. Turen varede i 25 minutter i 100 meter over Paris, og ballonen drev over en strækning på 9 kilometer.
Kun én af brødrene (hvem vides ikke) fløj selv, og kun én gang.[kilde mangler]
Varmluftsballoner blev snart erstattet af gasballoner. Varmluftsballoner kom ikke tilbage før i 1960'erne efter, at der var kommet lette og tætte stærke stoffer som nylon og kraftige varmekilder som propangas.
Gasballoner blev brugt under belejringen af Paris i 1870 for at sende kurérer ud fra den belejrede by. En af disse balloner, Ville de Orléans, kom ud af kurs og havnede i Norge, på Lifjell.[kilde mangler]